# この未知なるもの・人体
『この未知なるもの・人体』（このみちなるもの・じんたい）は、1990年6月20日から1990年10月3日までNHK教育テレビの『中学・高校アワー』で放送されていた中学生・高校生向けの学校放送（教科：理科）である。

## 放送時間
| 期間                          | 放送時間             |
| ----------------------------- | -------------------- |
| 1990年6月20日 - 1990年10月3日 | 水曜日 12:40 - 13:00 |

## 出演者
- 江口吾朗（当時基礎生物学研究所教授）
- 南伸坊

## 放送リスト
| 回 | 初回放送日    | サブタイトル                 |
| -- | ------------- | ---------------------------- |
| 1  | 1990年6月20日 | 生命・たったひとつの細胞から |
| 2  | 1990年6月27日 | 心臓・休むことのないポンプ   |
| 3  | 1990年7月4日  | 血液・からだのすみずみまで   |
| 4  | 1990年8月29日 | 消化・胃と酵素の協同作用     |
| 5  | 1990年9月12日 | 吸収・腸壁の謎               |
| 6  | 1990年9月19日 | 肝臓・なんでもこなす化学工場 |
| 7  | 1990年9月26日 | 骨と筋肉・運動のメカニズム   |
| 8  | 1990年10月3日 | 免疫・いのちを守る           |